# ナッソー駅
ナッソー駅（ナッソーえき、英語:Nassau Station）とは、アメリカ合衆国ニューヨーク州ニューヨーク市スタテンアイランド区チャールズトンおよびトッテンヴィルにあった、スタテンアイランド鉄道の駅である。

## 駅構造
この駅には4両の有効長を持つ2面の相対式ホームがあり、オーバーパス出来る構造になっている。
また、聖アンドリュー広場方面へと抜ける階段の東側半分には屋根が無い。
南側のホームの隣には、この駅名の由来となったナッソー製錬会社の引込線の跡が残っている。この会社は1882年にトッテンヴィル精銅として設立され、1931年に社名変更した。ウェスタン・エレクトリック社の電信部門の一員として、この会社は古い電話の部品をリサイクルし、銅のワイヤーやはんだを作っていた。その後2007年までの20年以上に亘り、この地はブラウンフィールドとして放置されていたが、土壌汚染浄化によって安全な環境が創出された。

## 駅周辺
セント・ジョージ駅方面にはベセル通りと聖アンドリュー広場が所在している。トッテンヴィル駅方面にはナッソー広場が所在している。
駅の西側は空地である。

## バス路線
- S74
- S84

## 廃止
アーサー・キル駅が当駅とアトランティック駅の代替の目的で開業、駅は2017年1月21日に廃止となった。

## 隣の駅
ニューヨーク市交通局
スタテンアイランド鉄道
リッチモンド・バレー駅 - ナッソー駅 - アーサー・キル駅